# Чайка сенегальська
Чайка сенегальська (Vanellus senegallus) — вид птахів родини сивкових (Charadriidae).

## Поширення
Досить поширений в Африці вид. Населяє вологі луки, краї боліт, часто поблизу води, а також трапляється на сухих ділянках, рисових полях і спалених ділянках від 250 до 2200 м над рівнем моря. Уникає густих лісів та спекотних пустель.

## Опис
Цей вид має довжину від 34 до 35 см і важить від 160 до 287 г, і є найбільшою чайкою в Африці. У нього коричнево-жовтий дзьоб з чорним кінчиком, яскраво-жовті ноги з чорними шпорами, вертикальні смуги на горлі, вушних раковинах і потилиці, невелика біла пляма на лобі та великі жовто-червоні плетенки біля дзьоба. Решта тіла має коричневе оперення. Під час польоту помітна біла смуга крила між коричневими внутрішніми надкрилами і чорнуватими маховими перами. У самиці чорного кольору на горлі менше.

## Підвиди
Виділяють три підвиди:
- V. s. senegallus (Linnaeus, 1766), - від Сенегалу та Гамбії до Еритреї та Ефіопії, на південь до Демократичної Республіки Конго та Уганди;
- V. s. lateralis Smith, 1839, – від Демократичної Республіки Конго до Кенії та східної Південної Африки;
- V. s. major (Neumann, 1914), – Еритрея та Ефіопія.